# Partit Obrer Nacional-Socialista
Partit Obrer Nacional-Socialista (suec Nationalsocialistiska Arbetarpartiet) fou un partit polític d'ideologia nacional-socialista. Fou creat el 1933 per Sven Olof Lindholm com a escissió del Partit Nacional Socialista Suec arran una sèrie d'enfrontaments no sols polítics sinó també personals. Inicialment va actuar com un simple mirall del Partit Nacional Socialista Alemany dels Treballadors, amb el diari Den Svenske Nationalsocialisten que repetia les consignes del NSAP alemany, i la Nordisk Ungdom (Joventut Nòrdica) feia de rèplica de les Joventuts Hitlerianes. L'esvàstica també fou usada inicialment com a emblema del partit.
El partit diferia del model alemany pels seus principis, ja que feia èmfasi en la retòrica anticapitalista i en el socialisme, sembla que per influència dels escrits d'Otto Strasser. A poc a poc es va allunyar del model hitlerià i dels vincles alemanys per a formar un model suec. Tot i això, no va assolir representació a les eleccions legislatives sueques de 1936. El 1938 van deixar d'usar la creu gammada i la va substituir per la Vasakärven, un vell suec emblema utilitzat pel rei Gustau Adolf II de Suècia. Al final de l'any, el partit havia canviat el seu nom per Svensk Socialistisk Samling (Unitat Socialista Sueca) i va disminuir en gran manera totes les referència als nazis. No obstant això el partit va veure dràsticament reduïda la seva militància durant la Segona Guerra Mundial i va ser dissolt oficialment el 1945.

## Resultats electorals

### Riksdag
| Any  | Vots   | %        | Escons  | +/- | Govern            |
| ---- | ------ | -------- | ------- | --- | ----------------- |
| 1936 | 17,483 | 0.6 (#8) | 0 / 349 | Nou | Extraparlamentari |
| 1944 | 4,204  | 0.1 (#7) | 0 / 349 | =   | Extraparlamentari |